# 斯科別列韋
47°36′52″N 32°50′47″E / 47.61444°N 32.84639°E
斯科別列韋（烏克蘭語：Скобелеве），是烏克蘭南部的村莊，隸屬尼古拉耶夫州的巴什坦卡區。該村始建於1875年，面積0.77平方公里，海拔高度57米，2001年人口239，人口密度每平方公里311.6人。